# Haworth (New Jersey)
Haworth – miasto w Stanach Zjednoczonych, w stanie New Jersey, w hrabstwie Bergen. W 2010 roku liczyło 3382 mieszkańców.
Z Haworth pochodzi Elizabeth Gillies, amerykańska aktorka, piosenkarka i tancerka.